# Nicholas Samios
Nicholas Samios (Nueva York, 15 de marzo de 1932) es un físico experimental de partículas elementales griego-estadounidense.

## Biografía
Nicholas P. Samios pasó su infancia en la isla griega de Citera.
Se graduó en física en el Columbia College en 1953 y se doctoró posteriormente en la Universidad de Columbia en 1957. Trabajó en la facultad de Columbia durante 3 años, antes de entrar en el Departamento de Física en el Laboratorio Nacional de Brookhaven. Allí ha ido desempeñando varios puestos de dirección hasta ser nombrado Director del Laboratorio, en mayo de 1982 hasta su resignación en 1997. Bajo su dirección se llevó a cabo la construcción del acelerador relativista de iones pesados. En 2003 fue nombrado director del RIKEN BNL Research Center.
Samios se ha especializado en la física de partículas de alta energía. Es muy conocido en el ámbito científico por el descubrimiento de la partícula Omega negativo y el primer barión encantado (charmed baryon). Estos descubrimientos han contribuido al entendimiento del espectro de partículas y han llevado a la formulación de la cromodinámica cuántica y el modelo estándar de la física de partículas.

## Reconocimientos y premios
- En 1980 recibió el Premio Ernest Orlando Lawrence.[7]
- En 1982 fue nombrado miembro de la National Academy of Sciences de los EE. UU.[2]
- En 1993 recibió el Premio Panofsky de la American Physical Society.[8]
- 2009 le fue concedida la Medalla de oro Gian Carlo Wick.[8]

## Literatura
- AIP (ed.). «Nicholas P. Samios. Biography». Physics History Network (en inglés). Consultado el 17 de octubre de 2018.